# Ilisos-Basilika

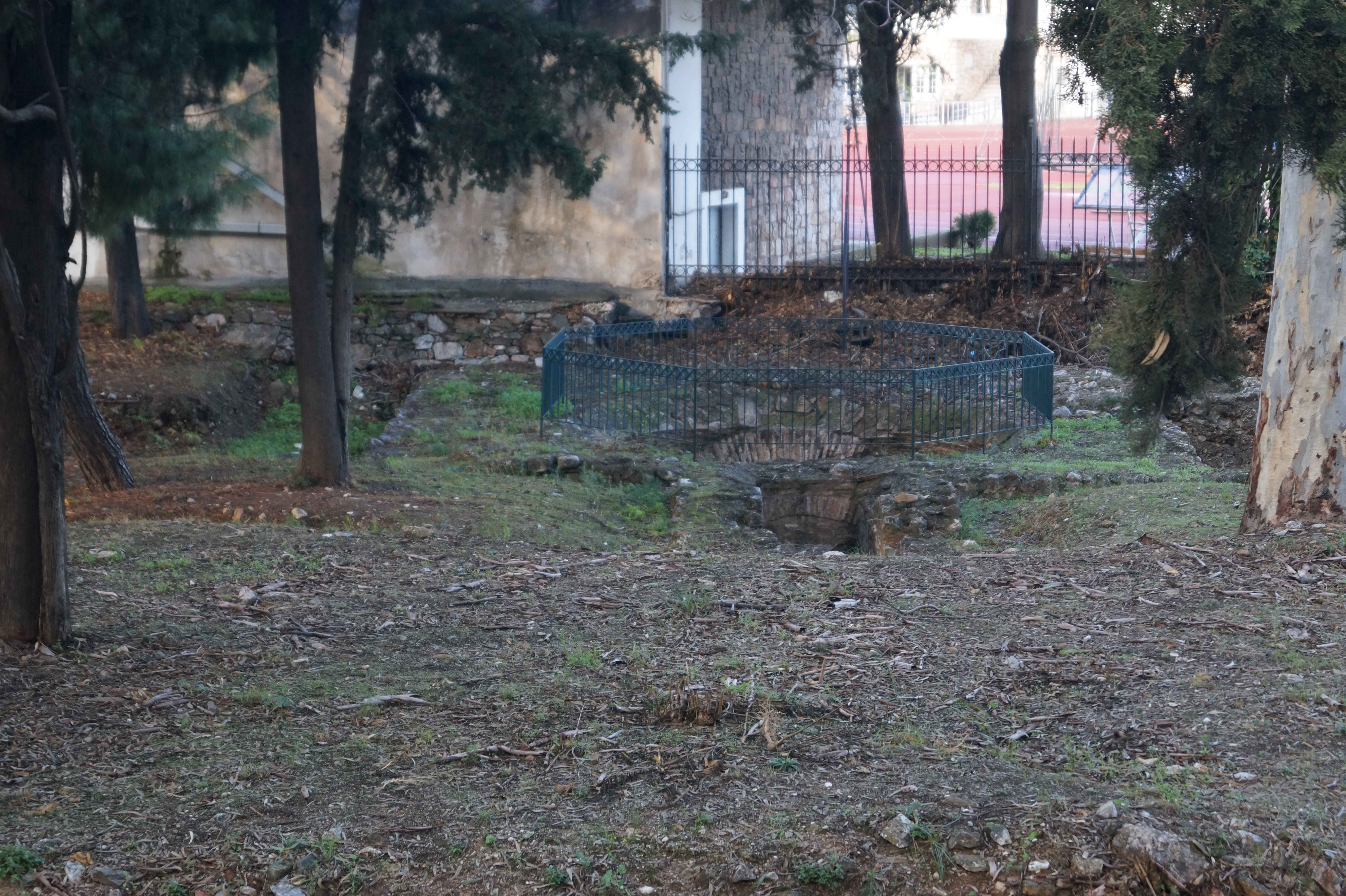
Martyrion der Ilisos-Basilika

Die Ilisos-Basilika (neugriechisch Βασιλική Ιλισσού) war eine frühchristliche Kirche in Athen, die auf einer Insel im Fluss Ilisos errichtet war. Sie war vermutlich dem heiligen Leonidas von Athen geweiht, weshalb sie auch Leonidas-Basilika genannt wird, und gilt als wichtigste frühchristliche Kirche Athens. Sie ist auch der einzige frühchristliche Kirchenbau Athens, der nicht durch Umbau eines antiken Tempels entstand.

## Geschichte
Im 4. Jahrhundert wurde auf der Ilisos-Insel ein Martyrion errichtet. Vermutlich wurden die Gebeine des Leonidas von Athen, der im 3. Jahrhundert gestorben war, dorthin transferiert. In der ersten Hälfte des 5. Jahrhunderts wurde die Basilika errichtet. Bauherrin war vermutlich Aelia Eudocia, die Frau des oströmischen Kaisers Theodosius II. Zur Zeit Michael Choniates befand sich die Basilika um 1300 in einem schlechten Zustand. Nach Michael Choniates’ Darstellung wurden erst zu seiner Zeit die Gebeine des Leonidas von Athen und seiner sieben Begleiterinnen in die Krypta gebracht. Wie und wann die Kirche zerstört wurde, ist nicht bekannt. Möglich scheint, dass sie durch eine Überschwemmung des Ilisos zum Einsturz gebracht wurde. Es könnte auch sein, dass der osmanische Gouverneur Haci Ali Haseki das Gebäude abgerissen hat. Zumindest verbaute dieser 1778 Steine der Basilika in der Stadtmauer Athens. 1893 entdeckte der griechische Klassische Archäologe Andreas Skias die Krypta und die Reliquien. In den Jahren 1916 und 1917 legte Georgios Sotirou die Fundamente der Basilika frei.

## Beschreibung

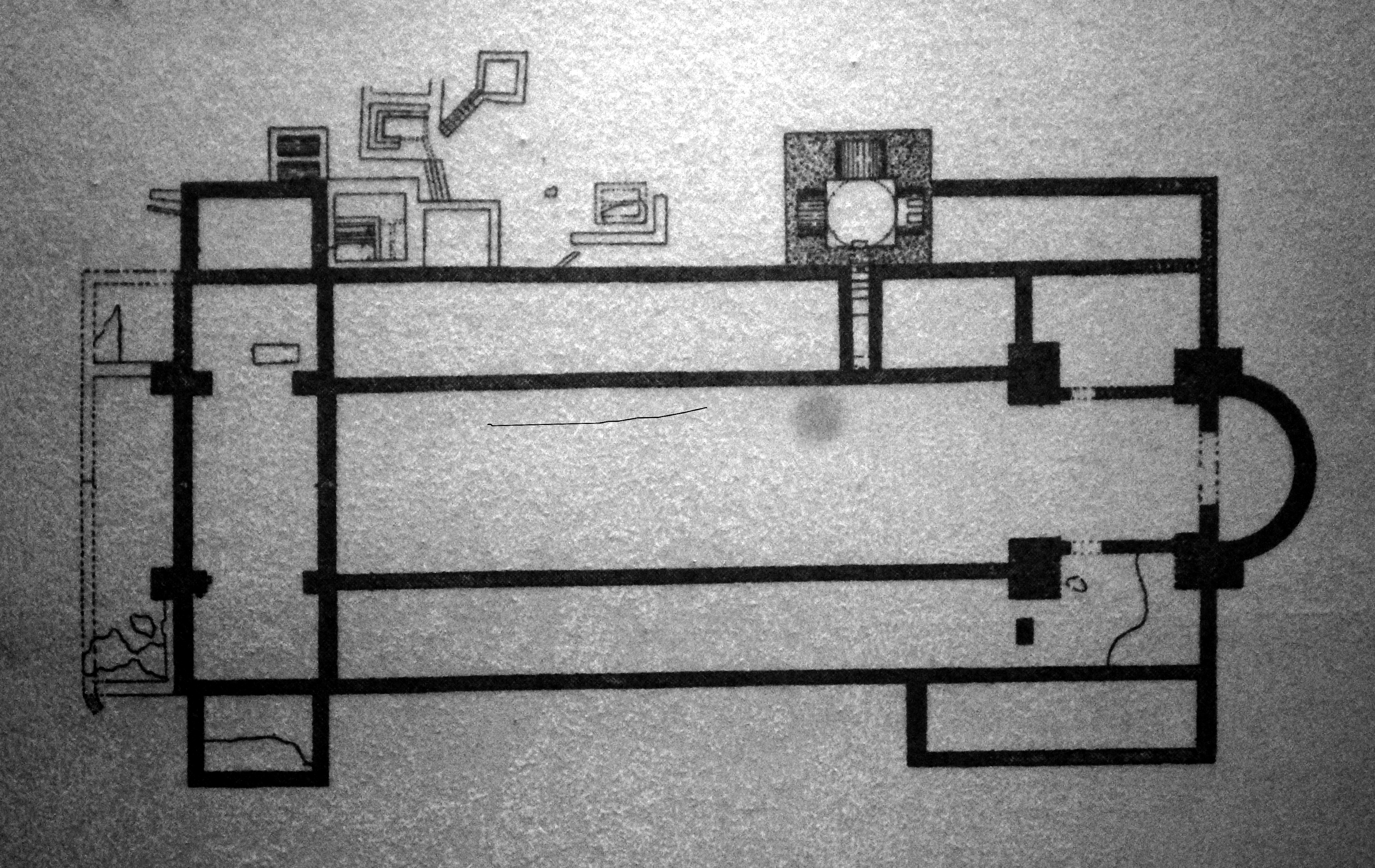
Plan der Basilika

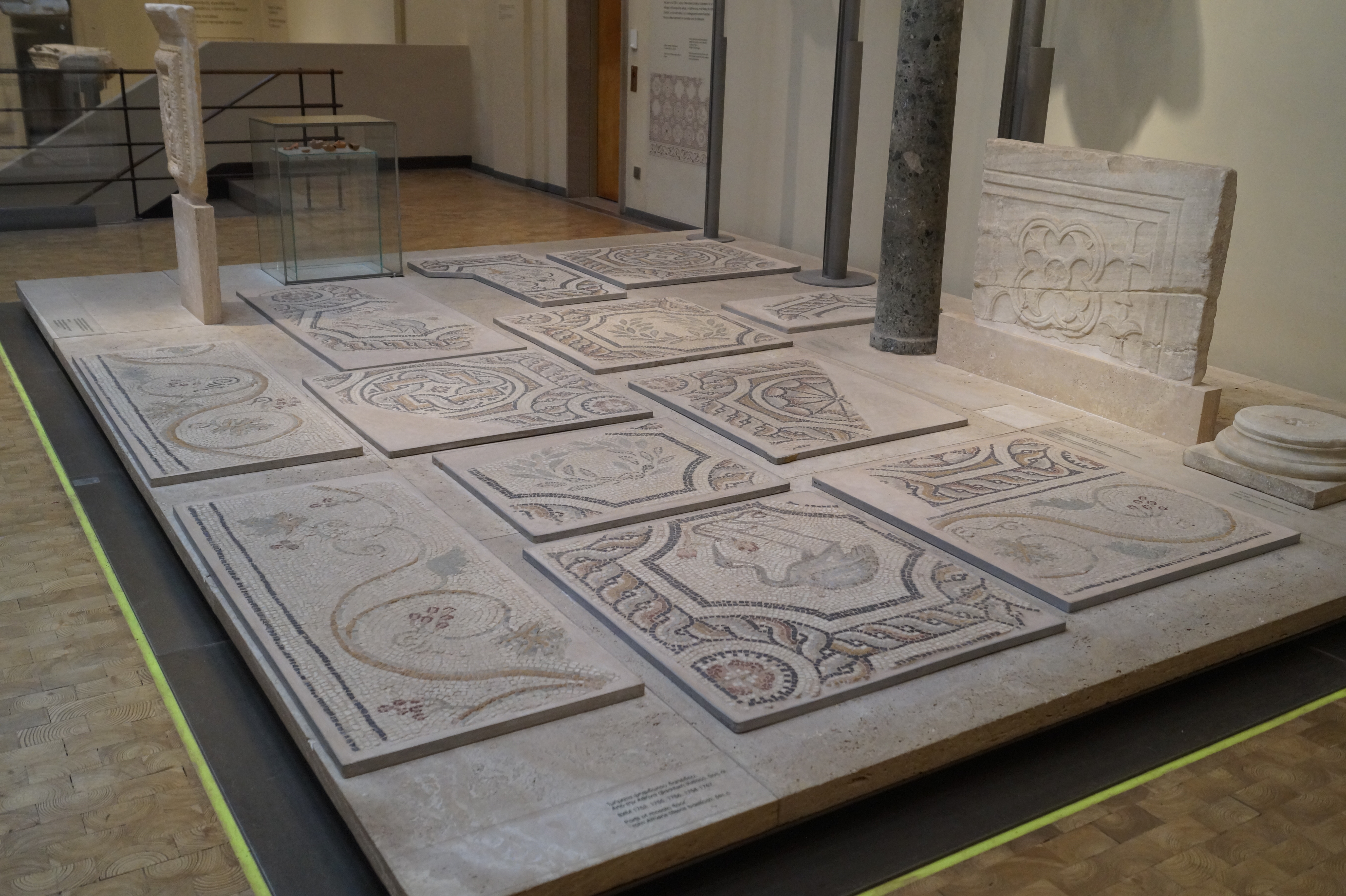
Mosaiken der Basilika

Die Grundmauern der Ilisos-Basilika befinden sich heute an der Ardittoustraße ungefähr 200 m südöstlich des Olympieions und 300 m westlich des Panathinaiko-Stadions. Die dreischiffige Kirche war 58,50 m lang und 23,50 m breit. Westlich vor dem Eingang des Gebäudes gab es wahrscheinlich ein Atrium und eine äußere Vorhalle. Dieser Bereich liegt jedoch auf dem Gelände des Fokianos Sports Clubs und ist teilweise durch ein Schwimmbecken zerstört. Der Zugang zur inneren Vorhalle erfolgte vermutlich durch zwei Eingänge – einer im Norden, der andere im Süden. Die Vorhalle hatte jeweils einen nördlichen und einen südlichen Nebenraum, so dass hier die Gesamtbreite etwa 33 m betrug. Bei dem nördlichen Nebenraum handelt es sich vermutlich um das Baptisterium.
Das Mittelschiff der Basilika war, wie für den Gebäudetyp üblich, höher und doppelt so breit wie die Seitenschiffe. Durch Säulen mit Schrankenmauer waren die Kirchenschiffe voneinander getrennt. Im östlichen Teil erweiterte sich die Kirche auf fünf Schiffe. In der Mitte lag das Sanktuarium mit dem Altar. Darüber gab es ein Ziborium, das aus einem Kuppeldach, das von vier mächtigen, rechteckigen Säulen getragen wurde, bestand. Diese architektonische Besonderheit macht die Ilisos-Basilika zu einem Übergangstyp von einer reinen Basilika zu einer Kuppelbasilika. Hinter dem Sanktuarium lag die Apsis.
Die Basilika hatte einen Mosaikfußboden von sehr hoher Qualität. Die Darstellungen bestanden zum Teil aus römischen Motiven wie zum Beispiel Guilloche, Rosetten, Efeu, Fische und Vögel und aus dem christlichen Repertoire wie Weinblätter mit Trauben, Lorbeerblätter, Kreuze, geometrische Muster und Pflanzen. Das Farbspektrum der Mosaiksteine war sehr groß: weiß, schwarz, tiefrot, orange, grau, blassrosa, braun, gelb, pink, blau und grün. Die Mosaiken und Architekturfragmente aus Marmor sind heute im Byzantinischen und Christlichen Museum in Athen ausgestellt.
Von der nördlichen Seite des Mittelschiffs führte eine Treppe nach Norden zu dem unterirdischen Martyrion. Es lag außerhalb der Basilika direkt neben der nördlichen Außenwand. Es war fast quadratisch mit 3,80 m auf 3,87 m und hatte ein Kuppeldach. Jeweils an der westlichen, nördlichen und östlichen Seite gab es ein Arkosolium zur Beisetzung von Toten. Der Boden bestand aus Steinplatten, und die Wände waren mit Marmor verkleidet.